# Xanthydrol
Xanthydrol ist eine heterocyclische chemische Verbindung.

## Gewinnung und Darstellung
Xanthydrol kann durch Reduktion von Xanthon mit Natriumamalgam in alkoholischer Lösung gewonnen werden.

## Eigenschaften
Xanthydrol ist ein farbloser bis beiger Feststoff, der löslich in Methanol ist. Es lässt sich leicht zum Xanthon oxidieren und bildet mit Mineralsäuren Salze.

## Verwendung
Xanthydrol wird als Derivatisierungsreagenz bei der Bestimmung von Acrylamid in Oberflächen- und Trinkwasser nach der GC-MS-Methode und von Harnstoff (zum Beispiel in Blut) durch HPLC mit Fluoreszenzerkennung verwendet. Es wird auch zur Phenolbestimmung sowie als Reagens bei der dünnschichtchromatographischen Bestimmung von Indol und Indolderivaten verwendet.
Als Xanthydrol-Reaktion wird die Reaktion von Xanthydrol, Essigsäure und Salzsäure mit 2-Desoxyzucker und 2,6-Didesoxyzucker unter Bildung von Farbprodukten bezeichnet.